# Кастеллетто-Моліна
Кастеллетто-Моліна (італ. Castelletto Molina, п'єм. Castlèt Molèina) — муніципалітет в Італії, у регіоні П'ємонт,  провінція Асті.
Кастеллетто-Моліна розташоване на відстані близько 460 км на північний захід від Рима, 70 км на південний схід від Турина, 25 км на південний схід від Асті.
Населення — 185 осіб (2014).
Щорічний фестиваль відбувається 24 серпня. Покровитель — святий Варфоломій apostolo.

## Демографія
Населення за роками:

Станом на 1 січня 2023 року в муніципалітеті офіційно проживало 14 іноземців з 5 країн, серед них 9 громадян країн Євросоюзу.

## Сусідні муніципалітети
- Аліче-Бель-Колле
- Кастель-Роккеро
- Фонтаніле
- Куаранті